# Андреев, Павел Сергеевич (архитектор)
Павел Сергеевич Андре́ев (1869—1939) — российский архитектор, работавший в Киеве.

## Биография
Учился в 1891—1899 годах в Санкт-Петербургской академии художеств. В 1896 году получил звание неклассного художника, а в 1899 году — звание художника-архитектора за проект «климатического курорта при источнике минеральных вод». В 1913 году сделал проект частичной реконструкции улицы Крещатик в Киеве.
В 1930-х годах преподавал в Киевском строительном институте. По словам украинского архитектора Николая Дёмина, Андреев является одним из архитекторов, внёсших наибольший вклад в формирование архитектурного образа Киева.

## Проекты и постройки

### Киев
- Здание Волжско-Камского банка. Улица Крещатик, 10 (1911—1914)[3];
- Застройка Пассажа — торговые и коммерческие помещения, доходные и жилые дома между Крещатиком и улицей Заньковецкой (д. № 4; 1913—1914);
- Доходный дом Терещенко (автором считают также Р.-Ф. Мельцера). Терещенковская улица, 13 (1910—1914).